# Paramycodrosophila anomala
Paramycodrosophila anomala är en tvåvingeart som beskrevs av Wheeler 1954. Paramycodrosophila anomala ingår i släktet Paramycodrosophila och familjen daggflugor. Inga underarter finns listade i Catalogue of Life.